# Culture de la Syrie

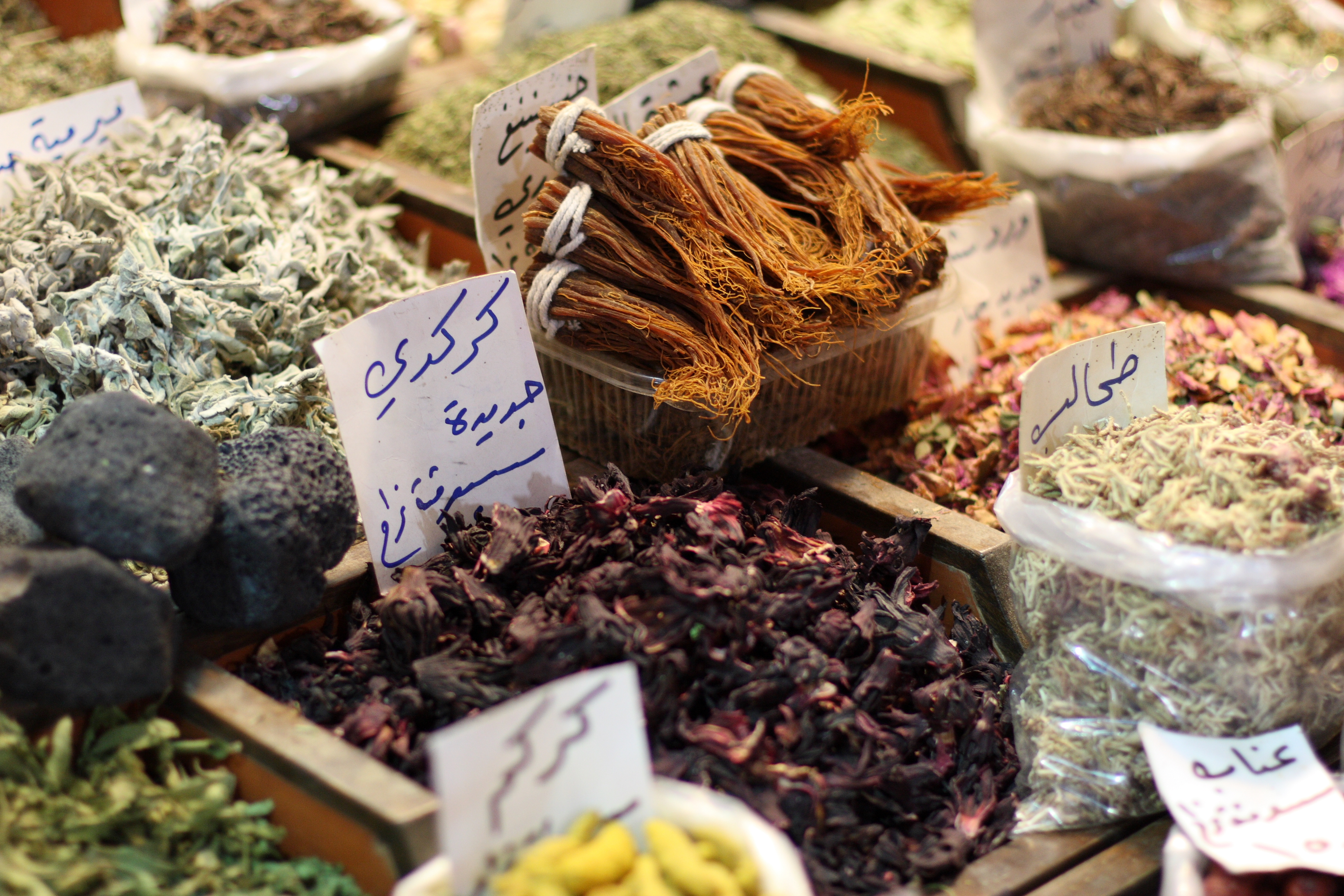
Épices au souk al-Attarine d'Alep (2010)

La culture de la Syrie, pays de l'Ouest de l'Asie, ou simplement du Proche-Orient, avec façade méditerranéenne, désigne d'abord les pratiques culturelles observables de ses habitants (18 000 000 estimation 2017).

## Langues et populations

### Langues
- Langues en Syrie, langues de Syrie

### Populations
- Démographie de la Syrie
- Diaspora syrienne

### Religion(s)
- Religion en Syrie (en), Religion en Syrie (rubriques)
  - Christianisme en Syrie (5-10 % en 2010)
    - Christianisme syriaque orthodoxe, Église syriaque orthodoxe, Assyriens de Syrie
    - Église grecque-catholique melkite, Maronites, Jacobitisme
    - Chrétiens arabes, Chrétiens du Moyen-Orient
    - Christianisme oriental, Chrétiens d'Orient, Églises des trois conciles, Monophysisme

  - Islam en Syrie (en) (90-93 %)
    - Alévisme
    - Qizilbash
    - Chiisme duodécimain
    - Ismaélisme
    - Ahmadisme
    - Khanqah al-Farafira (en)
    - Religion des Druzes (3 % en 2010)

  - Yézidisme, Yézidis en Syrie (en)
- Sectes et minorités pendant la guerre civile syrienne (en)
- Yârsânisme
- Liberté de religion en Syrie
- Histoire des Juifs en Syrie (en)
- Élagabal, divinité antique

La mosaïque ethnique est marquée par la prépondérance des musulmans. La Syrie comptait avant la guerre de 88 à 90 % de musulmans contre 10 à 12 % de chrétiens. La moitié de ces derniers auraient quitté le pays au cours de la guerre toujours en cours déclenchée en 2011-2012. Parmi les musulmans, il y aurait 70 % de sunnites (dont 60 % d'arabophones, le reste comprenant les minorités turkmènes et kurdes), 5 % de chiites, 12 % d'alaouites et 3 % de druzes.
Les chrétiens (arabes et non arabes) se divisent en une dizaine de communautés : grecs orthodoxes, grecs catholiques (melkites), syriaques orthodoxes (jacobites), maronites, syriaques catholiques, assyriens. Un grand nombre d'entre eux ont été obligés d'émigrer à cause des exactions commises à leur encontre...
La communauté juive représentait encore en Syrie environ un millier de personnes dans les années 1990. La plupart ont émigré et il n'en reste presque plus dès la fin du XXe siècle.
Les réfugiés sont en majorité palestiniens (environ 300 000) et irakiens (environ 500 000).

### Symboles
- Symboles de la Syrie
  - Armoiries de la Syrie
  - Emblème de la Syrie
  - Drapeau de la Syrie
  - Homat el Diyar, hymne national syrien

### Fêtes
- Norouz
- Seharane
- Public holidays in Syria (en)

| Date                               | Nom français           | Nom local                                            | Remarque                                                         |
| ---------------------------------- | ---------------------- | ---------------------------------------------------- | ---------------------------------------------------------------- |
| 1er janvier                        | Jour de l'an           | عيد راس السنة الميلادية Īd Ra’s as-Sanät al-Mīlādīyä |                                                                  |
| 8 mars                             | Révolution du 8 mars   | ثورة الثامن من اذار Ṯaurät aṯ-Ṯāmin mināḏḏār         |                                                                  |
| 21 mars                            | Fête des mères         | عيد الأم ‘Īd al-’Umm                                 |                                                                  |
| 17 avril                           | Journée d'Indépendance | عيد الجلاء ‘Īd al-Ğalā’                              | Célébration de l'indépendance de la Syrie vis-à-vis de la France |
| variable                           | Pâques Grégorienne     | عيد الفصح الغريغوري ‘Īd al-Fiṣḥ Ġrīġūrī              | Selon le calendrier grégorien                                    |
| variable                           | Pâques julienne        | عيد الفصح اليوليوسي ‘Īd al-Fiṣḥ al-Yūliyūsī          | Selon le calendrier julien                                       |
| 1er mai                            | Fête du travail        | عيد العمال ‘Īd al-‘Ummāl                             |                                                                  |
| 6 mai                              | Journée des martyrs    | عيد الشهداء ‘Īd aš-Šuhadā’                           |                                                                  |
| 25 décembre                        | Noël                   | عيد الميلاد المجيد ‘Īd al-Mīlād al-Mağīd             |                                                                  |
| Dates selon le calendrier musulman |                        |                                                      |                                                                  |
| Dhou al Hijja 10                   | Aïd el-Kebir           | عيد الأضحى ‘Īd al-’Aḍḥà                              |                                                                  |
| Chawwal 1                          | Aïd el-Fitr            | عيد الفطر ‘Īd al-Fiṭr                                |                                                                  |
| Rabia al Awal 12                   | Mawlid                 | المولد النبوي al-Maulid an-Nabawī                    | Anniversaire de Mahomet                                          |

### Éducation
- Éducation en Syrie

### Droit
- Droits de l'homme en Syrie
- Prostitution en Syrie
- Droits LGBT en Syrie

## Arts de la table

### Cuisine(s)
- Cuisine syrienne, Cuisine syrienne (rubriques)
- Cuisine assyrienne (en)
- Cuisine du Moyen-Orient
- Cuisine ottomane
- cuisine méditerranéenne
- Cuisine libanaise
- Cuisine arabe
- Cuisine levantine
- Mezzé, Baba ganousch, Labné, Foul
- Taboulé, Falafel, Houmous

### Boisson(s)
- Maté
- Sirop de jallab
- Salep
- Ayran
- Polo (citronnade, à la menthe)
- Café arabe
- Arak
- Vin de Syrie, dont Château Bargylus

## Santé
- Santé, Santé publique,Protection sociale
- Catégorie:Santé en Syrie
- Système de santé syrien

### Sports, arts martiaux
- Sport en Syrie (en), Sport en Syrie (rubriques)
- Sportifs syriens
- Syrie aux Jeux olympiques
- Syrie aux Jeux paralympiques, Jeux paralympiques

## Littérature(s)
- Littérature syrienne, Littérature kurde (rubriques)
- Écrivains syriens
- Sheikh Ahmed Reda (1872-1953), linguiste
- Zaki al-Arzouzi (1900-1968)
- Rosa Yassin Hassan
- Littérature kurde, Écrivains kurdes

### Littérature contemporaine
- Adonis (1930-), poète, francophone
- Sadik Jalal Al-Azm (1934-2016), philosophe, Autocritique de la défaite (1968), prix Erasmus 2004
- Kamal Ibrahim (1943-)
- Abdel Basset Sayda (1956-), philosophe
- Rosa Yassin Hassan (1974-)

## Média
- Catégorie:Média en Syrie
- Catégorie:Journaliste syrien

### Presse
- Liste de journaux en Syrie (en)

### Radio
- Radio en Syrie (rubriques)

### Télévision
- Télévision en Syrie (rubriques)

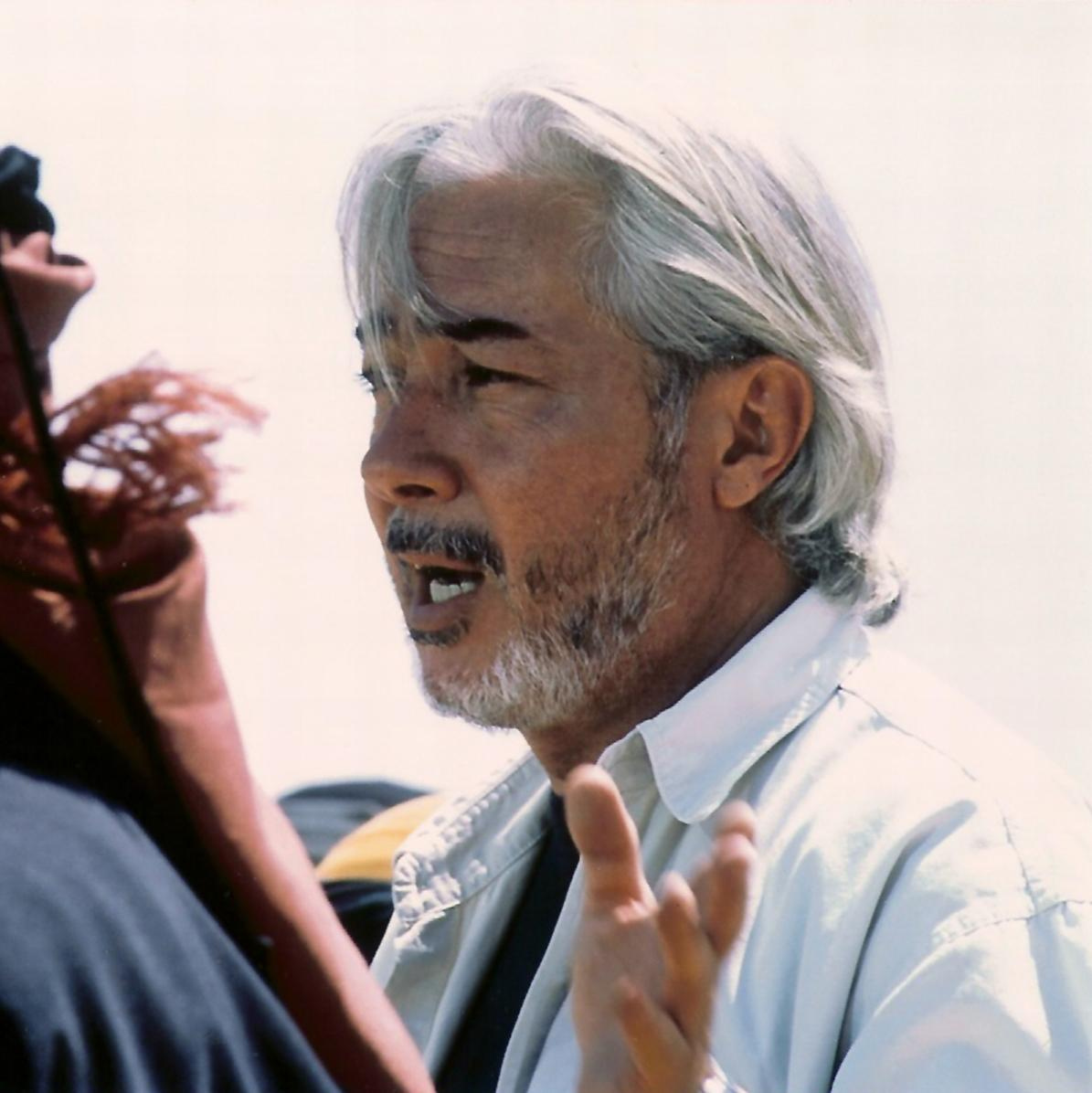
Najdat Isamail Anzour (2010)

On ne peut pas parler de la télévision syrienne sans évoquer de grands noms, tels que Najdat Isamail Anzour, Haïtham Hakki, Khaldoun Almaleh, Assa'ad Fidhah qui sont parmi les personnalités les plus célèbres de la télévision arabe.

### Internet (.sy)
- Blogueurs syriens

## Artisanats
- Arts appliqués, Arts décoratifs, Arts mineurs, Artisanat d'art, Artisan(s), Trésor humain vivant, Maître d'art
- Artistes par pays

Les savoir-faire liés à l’artisanat traditionnel relèvent (pour partie) du patrimoine culturel immatériel de l'humanité. On parle désormais de trésor humain vivant.
Mais une grande partie des techniques artisanales ont régressé, ou disparu, dès le début de la colonisation, et plus encore avec la globalisation, sans qu'elles aient été suffisamment recensées et documentées.

### Artisanat traditionnel

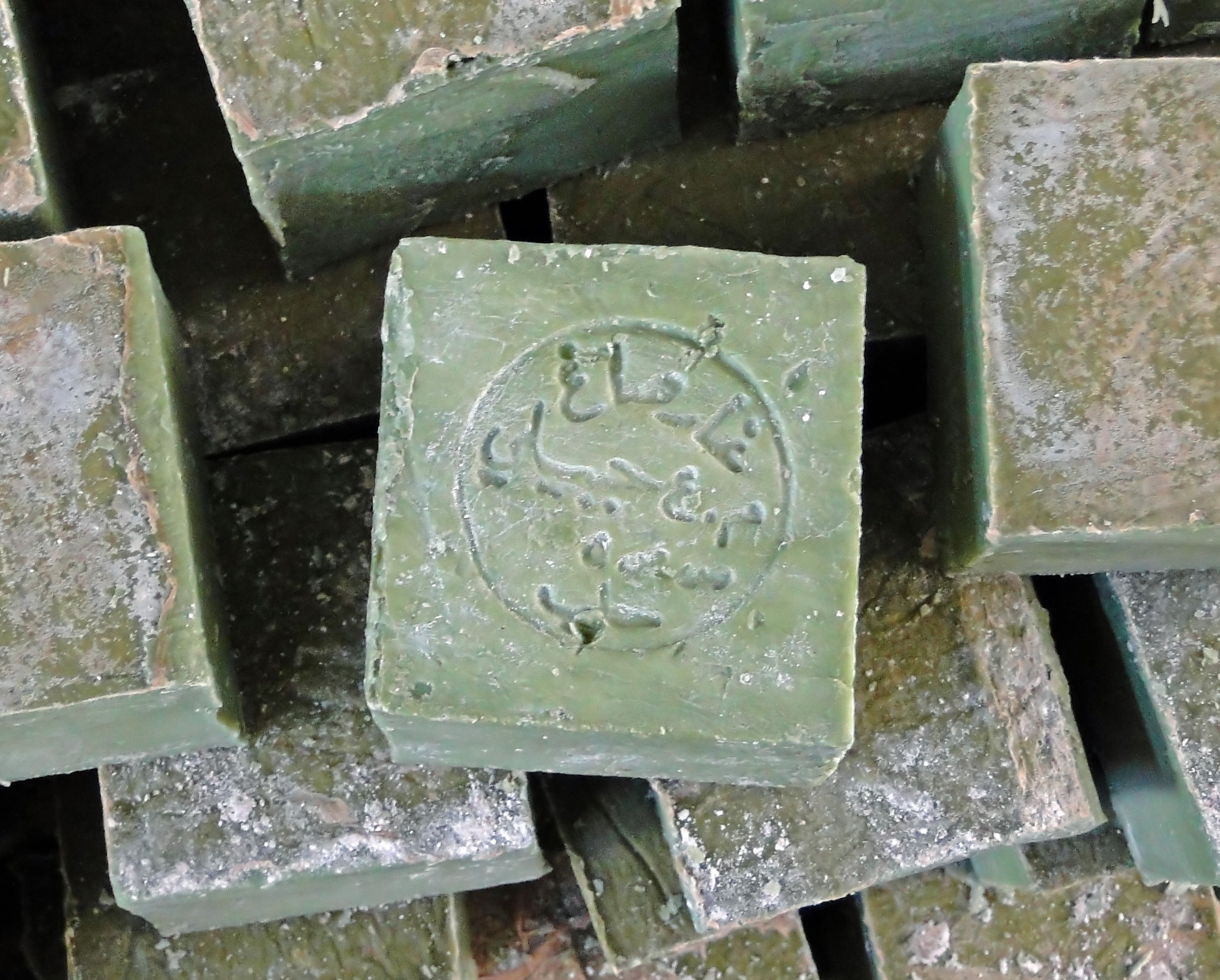
Savon d'Alep

- le savon d'Alep, à base d'huile d'olive et de laurier est fabriqué par une quarantaine d'artisans
- la marqueterie : jeux, boîtes, cadres, chaises...
- les narguilés
- les objets en verre soufflé
- les bijoux

### Textiles, cuir, papier
- Les tissus sont une des traditions syriennes. Ils sont très prisés par les décorateurs et les grands couturiers occidentaux.
  - Damas est surtout connue pour ses fameux brocarts.
  - Hama est célèbre pour ses draps.
  - Alep est renommé pour ses foulards en soie et aux couleurs chatoyantes.
- les tapis tissés à la main
- les nappes brodées
- les tapis et carpettes kurdes
- Kurdish clothing (en)

## Arts visuels
- Art syrien
- Artistes syriens

### Peinture
- Peintres syriens

### Sculpture
- Statue de Saladin (1993)

### Architecture
- Architectes syriens

### Photographie
- Photographes syriens

## Arts du spectacle

### Musique(s)
- Musique syrienne
- Musique syrienne (rubriques)
- Musiciens syriens
- Chanteurs syriens
- Chants hourrites (antiques)
- Musique kurde

La musique syrienne a, au sein du monde arabe, des traditions anciennes et particulières à l'histoire de la Syrie. Elle rivalise avec celle de l'Égypte et de l'Irak. Mais aussi, le patrimoine musical syrien comprend une partie similaire à celle de la musique grégorienne.
Ainsi, le pays a vu naître quelques grands noms de la musique arabe, dont Farid el-Atrache, Sabah Fakhri, Hamzah Shakkour. Au sommet, le maître Najmi al-Soukkari.

### Théâtre
- Théâtre syrien[1]
- Dramaturges syriens
  - Saadallah Wannous (1941-1997)[2], Un jour de notre temps, Le viol, Rituel pour une métamorphose,
  - Wael Kadour (1981-)[3], Les petites chambres, l'aveu,
  - Chérif Khaznadar, à la Maison des Cultures du monde (Paris),

### Autres: marionnettes, mime, pantomime, prestidigitation
- Arts de la marionnette en Syrie sur le site de l'Union internationale de la marionnette
- Rafat Alzakout, marionnettiste, créateur d'un théâtre satirique de marionnettes, Masasit Mati depuis 2011, source de la série Top Goon depuis 2012 diffusée sur internet, exilé en Allemagne depuis 2015, Home, film documentaire, 2015, 69 min, en ligne[4],[5].

### Cinéma
- Cinéma syrien
- Réalisateurs syriens
- Acteurs syriens, Actrices syriennes
- Liste de films syriens
- Cinéma kurde

## Tourisme

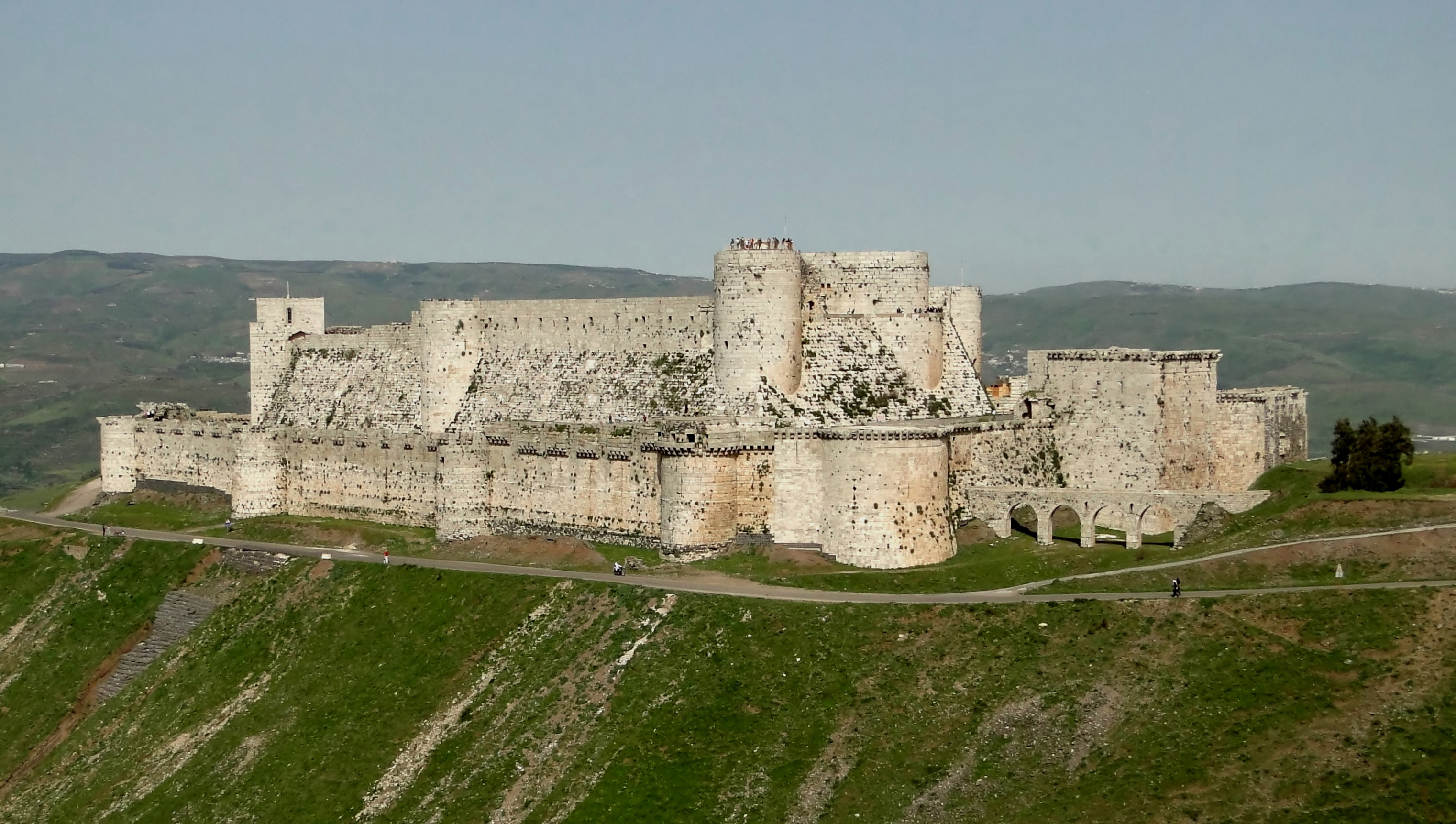
Krak des Chevaliers

La Syrie en 1998 recevait 1 267 000 touristes qui générèrent 1 480 millions $ de revenus. Le gouvernement a encouragé le tourisme à partir des années 1990 et dans les années 2000 de grands chantiers de rénovation et de restauration ont été mis en œuvre, mais les structures hôtelières commençaient à peine à se mettre au niveau des standards européens. Tout a été ruiné à cause de la guerre à partir de 2011.
Les sites les plus visités étaient avant la guerre :
- à Damas, la capitale : la mosquée des Omeyyades, le tombeau de Saladin, le palais Azim, la chapelle Sainte-Honorine, Bab Charki et les souks.
- le Krak des Chevaliers (Qasr al Hosn), près de Homs
- Palmyre, cité antique inscrite au patrimoine mondial de l'Unesco, à l'est de Damas
- la ville d'Alep, dont les quartiers Sud et Est sont gravement endommagés par la guerre, ainsi que des monuments comme la citadelle d'Alep
- Apamée, au nord-est de Hama, site archéologique désormais exposé aux luttes et aux pillages
- Rasafa ex-Sergiopolis, située au sud-ouest de Raqqa dans une zone tenue par l'État islamique depuis 2015
- Bosra, au sud de Damas, près de Deraa ; site romain inscrit au patrimoine mondial en péril en 2013; il est aux mains des rebelles islamistes depuis mars 2015
- la forteresse de Margat (Qasr Marqab), au sud de Lattaquié, construite par les croisés
- le château de Saône (Qasr Salah al Din), à l'est de Lattaquié ; inscrit au patrimoine mondial de l'Unesco
- Ougarit (Ras Chamra), au sud de Lattaquié ; site archéologique inscrit au patrimoine mondial en péril en 2013
- la basilique Saint-Siméon (Qasr Seman), au nord-ouest d'Alep ; d'époque byzantine, elle est inscrite au patrimoine mondial de l'Unesco

### Sites archéologiques
- Sites archéologiques en Syrie
- Patrimoine syrien pendant la guerre civile

- Al Bara, au nord de Hama

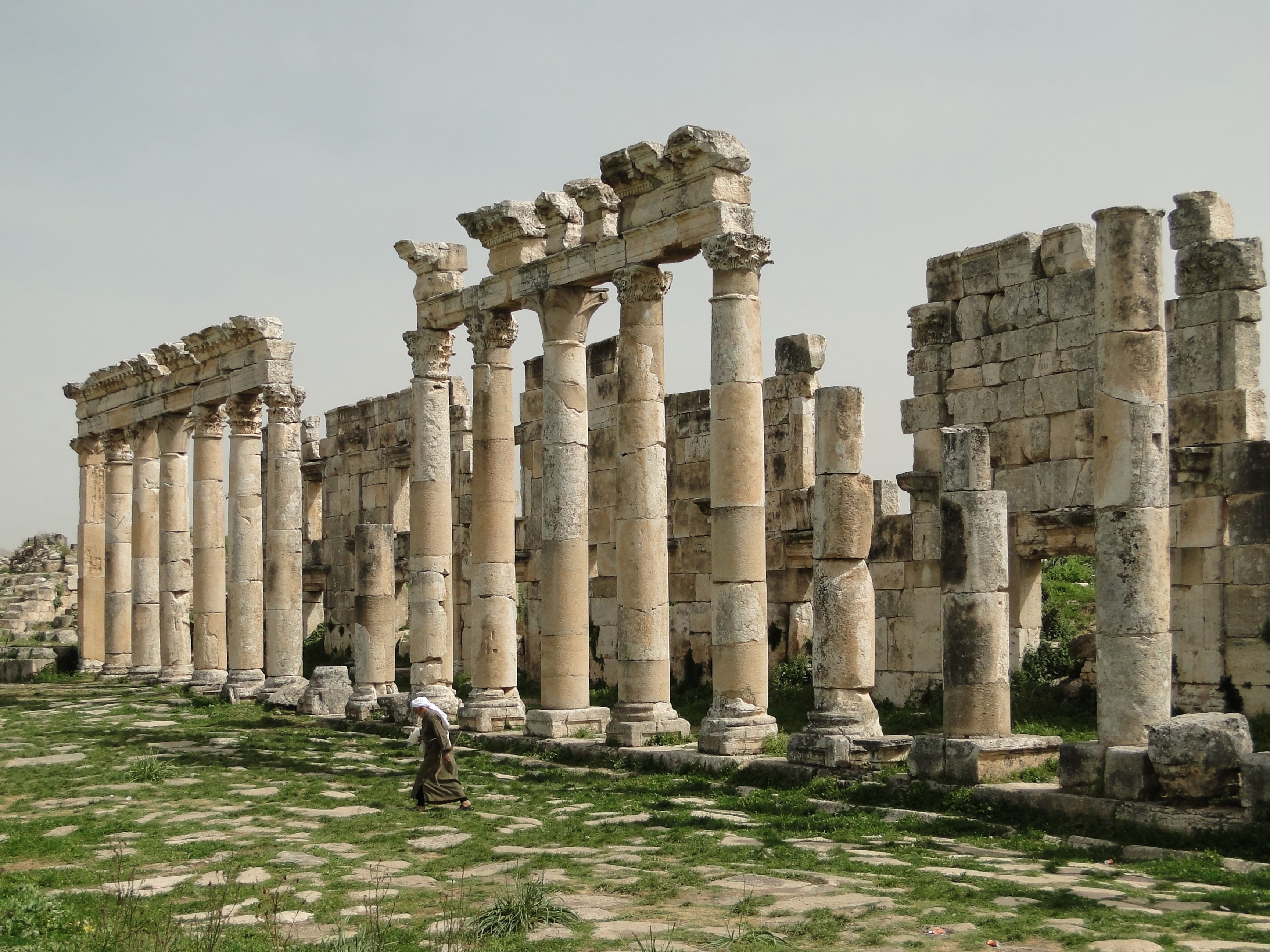
Apamée

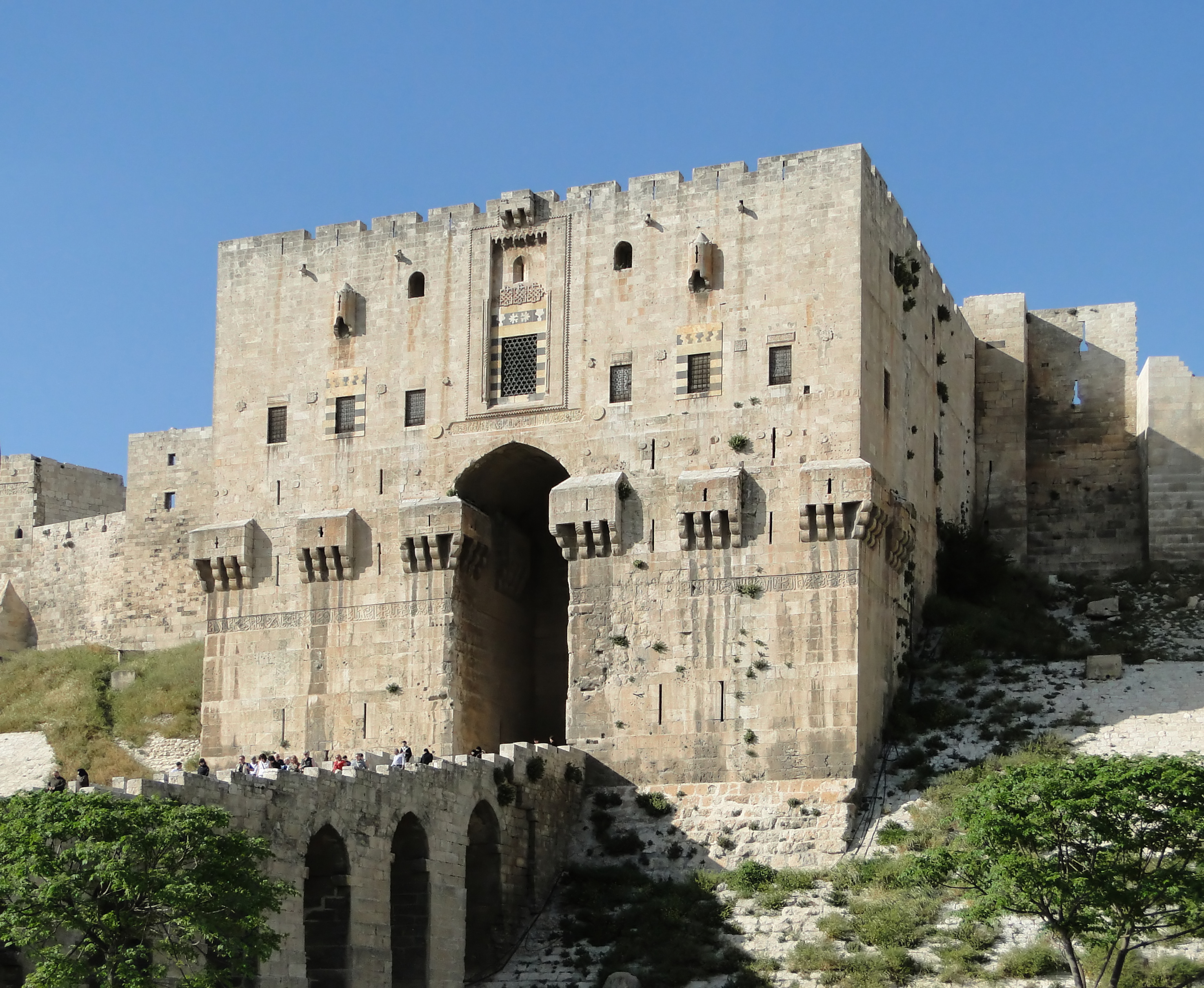
Citadelle d'Alep

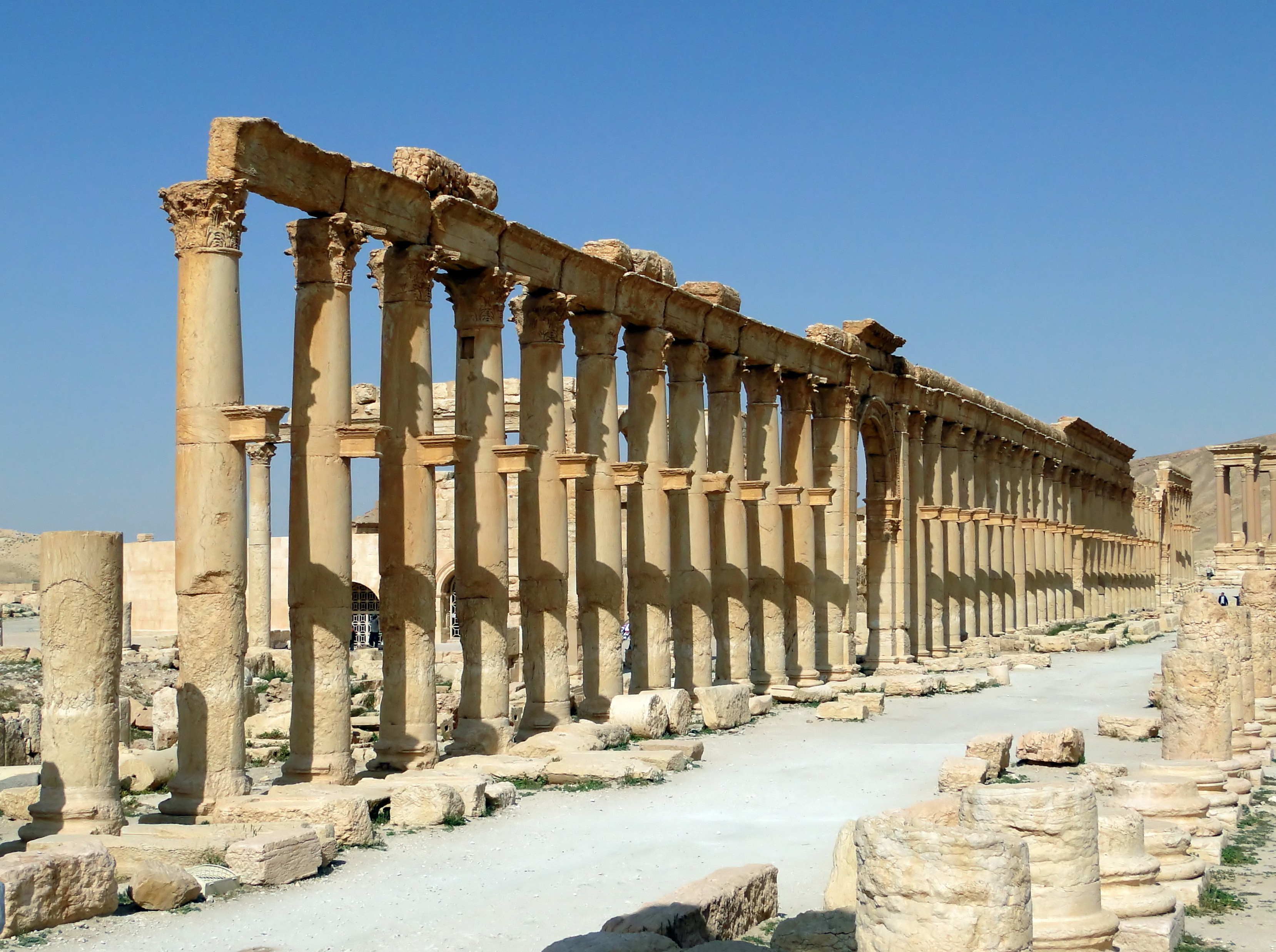
Palmyre

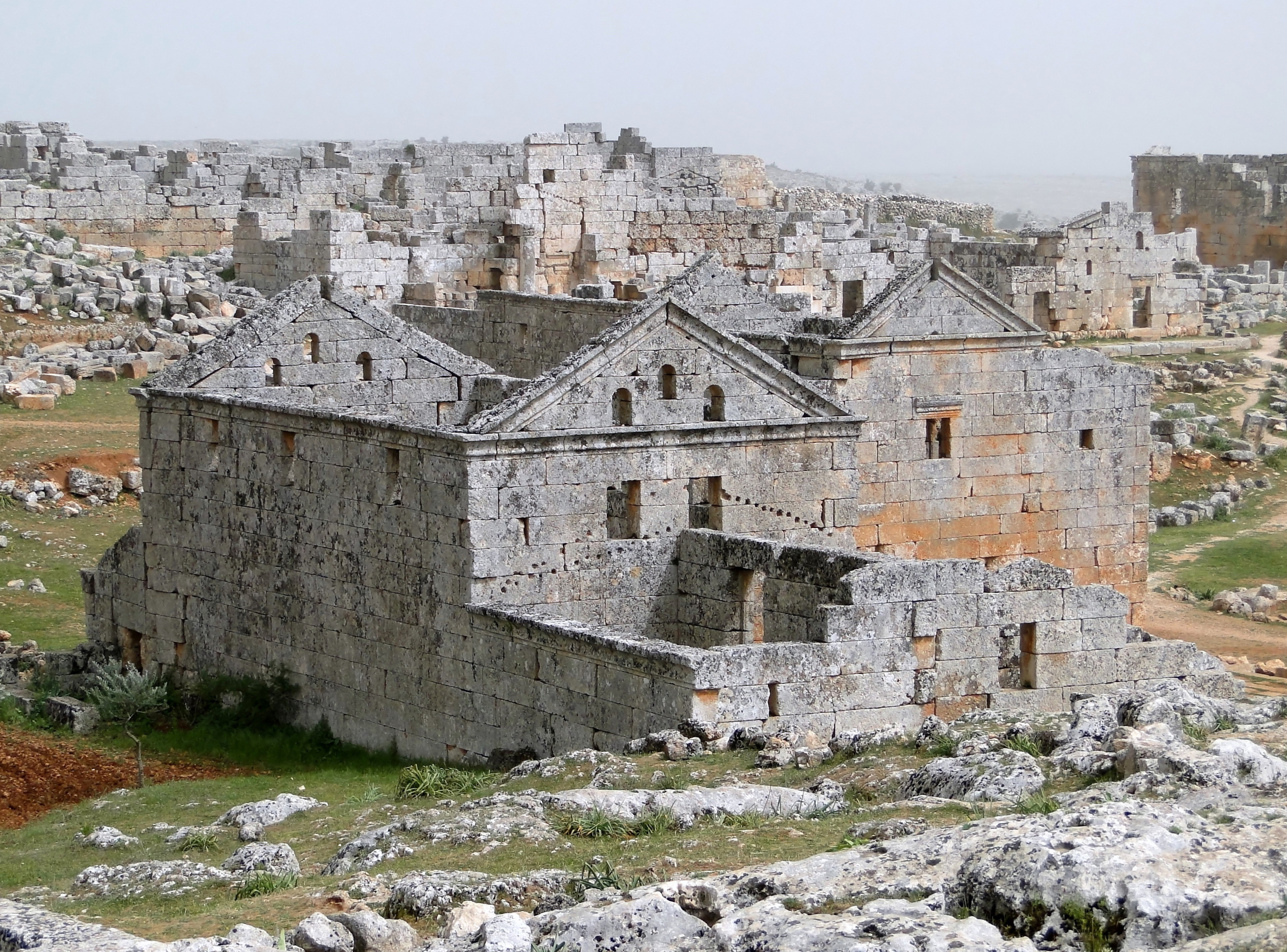
Sergilla

- Ain Dara temple néo-hittite au nord-est d'Alep
- Amrit
- Androna (al Andarin), au nord-est de Hama
- Apamée, au nord-est de Hama
- Ara (Ma'arrat al-Numan)
- Arpad (Ayn Dara), au nord-ouest de Alep
- la basilique Saint-Siméon (Qasr Seman), au nord-ouest de Alep
- Bosra, au sud de Damas, près de Der'a
- Callinicos, près de Raqqa
- Canatha (Qanawat), au sud de Damas, près d'As-Suwayda
- Chastel Blanc, au sud de Lattaquié
- Chahba
- le château de Kahf (Qalaat al Kahf), au sud de Lattaquié
- le château de Masyaf (Qasr Masyaf), à l'ouest de Hama
- le château de Saône (Qalaat Salah ad-Din), à l'est de Lattaquié
- la citadelle d'Alep, près de Alep
- Cyrrhus (Nabi Houri), au nord de Alep
- Doura Europos (Salhieh), au sud de Deir ez-Zor
- Ebla (Tell Mardikh), au sud de Alep
- la forteresse de Jaabar (Qasr Ja'abar), à l'ouest de Raqqa
- la forteresse de Margat (Qasr Marqab), au sud de Lattaquié
- Halabiya
- Hirakla, près de Raqqa
- Hosn Suleiman, au sud de Lattaquié
- Île d'Arwad, en face de Tartous
- Isriya
- Kharbaqah, à l'est de Damas
- Krak des Chevaliers (Qalat al Hosn), près de Homs
- Laodicée, près de Lattaquié
- Maaloula, près de Damas
- Mari, (Tell Hariri), au sud de Deir ez-Zor
- la mosquée chiite de Sayda Zeïnab, près de Damas
- Mouchabek,au nord-est d´Alep
- Palmyre, au nord-est de Damas
- Phillipolis, au sud de Damas, près d'As-Suwayda
- Qadesh, (Tell Nabi Mend), près de Homs
- Qalb Loza, à l'ouest d'Alep
- Qasr al Heir al Charqi, à l'ouest de Deir ez-Zor, dans le Djebel Bishri
- Qasr al Heir al Garbi, à l'est de Damas
- Qasr ibn Wardan, au nord-est de Hama
- Qasr Najm, à l'est d'Alep
- Qasr al-Rahba, au sud de Deir ez-Zor
- Qatoura, au nord-est d´Alep
- Rafadeh, au nord-est d´Alep
- Raqqa
- Sergiopolis (Rassafa), au sud de Raqqa
- Ruweiha dans le jebel Zawiyé
- Seidnaya, près de Damas
- Sergilla
- Tartosa, Citadelle des Chevaliers du Temple, (Tartous),
- Tell Abu Hureyra, (mésolithique)
- Tell Barsib (Tell Jerf al Ahmar), à l'est d'Alep
- Tell Beydar, près de Hassaké
- Tell Bouqros, au sud de Deir ez-Zor
- Tell Brak, près de Hassaké
- Tell Kashkashhuk, près de Hassaké
- Tell Qaramel, près d'Alep
- Tell Tuneinir, près de Hassaké
- Tell Sheikh Hamad, à l'est de Deir ez-Zor
- Tortose, au sud de Lattaquié
- Ougarit (Ras Chamra), au nord de Lattaquié
- Zalabiyeh, au nord de Deir ez-Zor
- Zenobia (Halabiyeh), au nord de Deir ez-Zor

### Hammams

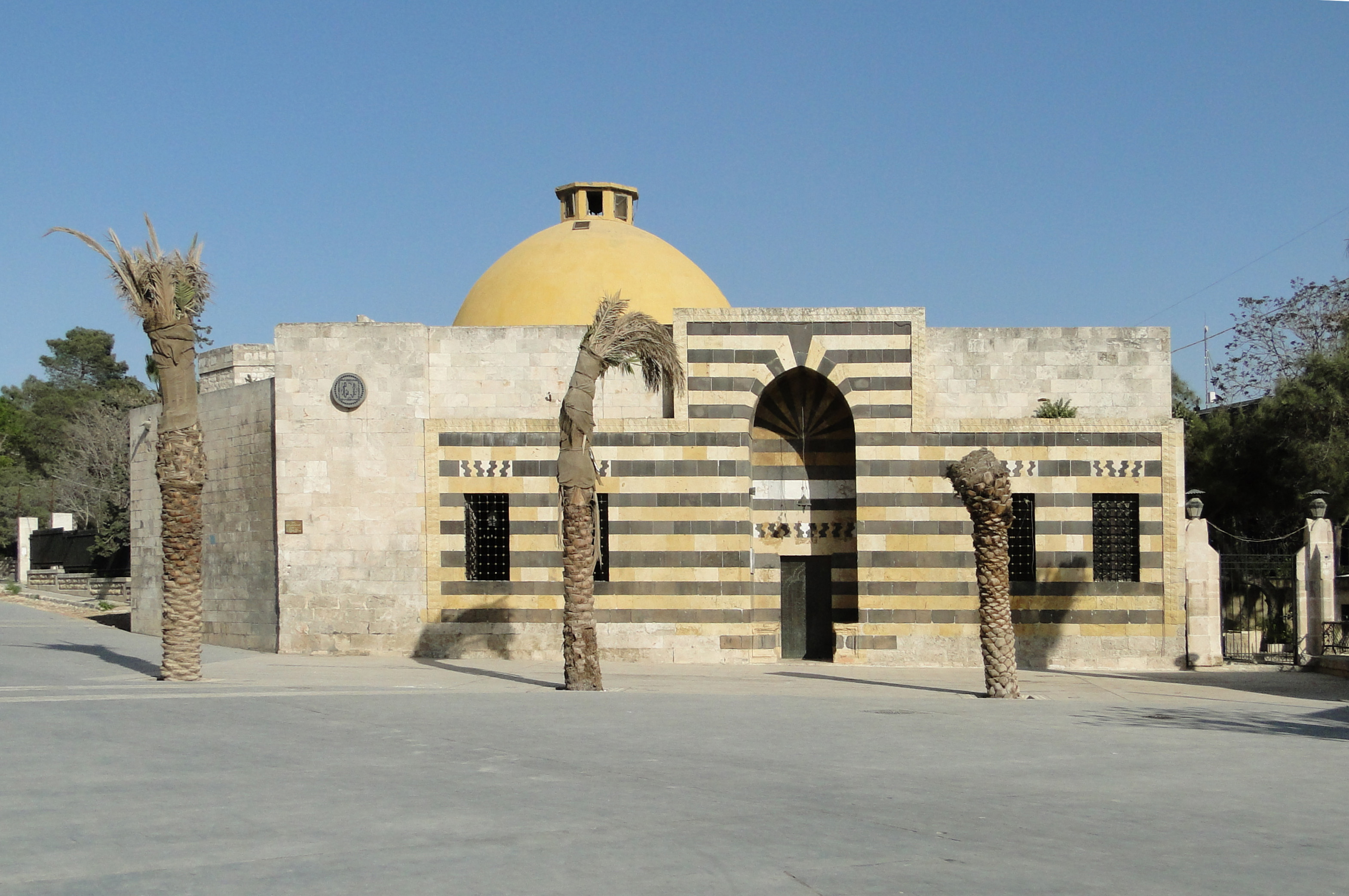
Hammam Yalbougha al-Nassiri à Alep, datant du XVe siècle.

Le hammam est un lieu où les Syriens aiment se retrouver parfois tard le soir. Les hammams traditionnels syriens sont surtout remarquables par leur décoration raffinée qui leur donne l'aspect de palais. Ils peuvent se visiter comme des monuments de l'art de vivre.
Parmi les hammam de Damas, on peut citer :
- le hammam al-Tawrizi est un des plus beaux et des mieux conservés. Il date du début du XVe siècle.
- le hammam Nour al-Din, près de la mosquée des Omeyyades, est un des plus luxueux.
- le hammam as-Silsila, près du mausolée de Saladin est un des plus agréables.

On peut aussi citer :
- le hammam Bakri de Bab Touma, plus populaire
- le hammam al-Nahassin d'Alep, un des plus prestigieux
- le hammam Yalbougha al-Nassiri d'Alep, autrefois un des plus raffinés et aujourd'hui presque entièrement détruit à cause de la guerre
- le hammam Bab al-Ahmar d'Alep, autrefois un des plus conviviaux, aujourd'hui fermé et gravement endommagé

## Patrimoine
Depuis 2014, le monde assiste impuissant à une destruction du patrimoine culturel par l'État islamique. La destruction à l'été 2015 du site bimillénaire de Palmyre a profondément choqué les esprits, sans que rien n'ait pu être fait ou anticipé.
- Patrimoine syrien pendant la guerre civile

### Musées
- Liste de musées en Syrie

### Liste du Patrimoine mondial
Le programme Patrimoine mondial (UNESCO, 1971) a inscrit dans sa liste du Patrimoine mondial (au 12/01/2016) : Liste du patrimoine mondial en Syrie.

### Liste représentative du patrimoine culturel immatériel de l’humanité
Le programme Patrimoine culturel immatériel (UNESCO, 2003) a inscrit dans sa liste représentative du patrimoine culturel immatériel de l’humanité (au 12/01/2016) :
- 2012 : La fauconnerie, un patrimoine humain vivant (Émirats arabes unis, Autriche, Belgique, République tchèque, France, Hongrie, République de Corée, Mongolie, Maroc, Qatar, Arabie saoudite, Espagne, République arabe syrienne)[6]

### Registre international Mémoire du monde
Le programme Mémoire du monde (UNESCO, 1992) a inscrit dans son registre international Mémoire du monde (au 15/01/2016) : aucun document.

### Filmographie
- Syrie, mémoire et civilisation : le film de l'exposition, film de Bernard Favre, Institut du monde arabe, Paris, 1995, 55 min (VHS)
- (en) Milking the desert, film de Yasmin Fedda, The Royal Anthropological Institute, London, 2004, 25 min (DVD)